# So Good (canción)
«So Good» (en español: «Tan bueno») es una canción interpretada por la cantante y compositora sueca Zara Larsson en colaboración con el rapero estadounidense Ty Dolla Sign. TEN, Epic y Sony lanzaron el sencillo oficial en Estados Unidos el 27 de enero de 2017, como el quinto sencillo de su segundo álbum de estudio So Good (2017).

## Antecedentes y lanzamiento
El 16 de enero de 2017, Larsson anunció que su próximo sencillo sería «So Good» y que contaría con la colaboración del rapero estadounidense Ty Dolla Sign. Finalmente Larsson lanzó la canción el 26 de enero del mismo año.

## Vídeo musical
El vídeo musical para el sencillo fue dirigido por Sarah McColgan, siendo lanzado el 3 de febrero de 2017, por medio del canal de Vevo de Larsson.

## Presentaciones en vivo
El 7 de febrero de 2017, Larsson junto a Ty Dolla Sign realizaron su primera actuación musical del sencillo presentándolo en el programa The Ellen DeGeneres Show.

## Lista de canciones
- Descarga digital[5]

| «So Good» — Sencillo |           |          |  |
| N.º                  | Título    | Duración |  |
| 1.                   | «So Good» | 2:47     |  |

## Posicionamiento en las listas

### Semanales
| Alemania       | Official German Charts      | 99  |
| Australia      | ARIA                        | 59  |
| Bélgica        | Ultratip Flanders           | 2   |
| Bélgica        | Ultratip Wallonia           | 19  |
| Dinamarca      | Tracklisten                 | 30  |
| Escocia        | Official Charts Company     | 27  |
| Eslovaquia     | Singles Digitál Top 100     | 72  |
| Estados Unidos | Billboard Mainstream Top 40 | 39  |
| Finlandia      | Suomen virallinen lista     | 24  |
| Francia        | SNEP                        | 158 |
| Irlanda        | IRMA                        | 91  |
| Israel         | Media Forest TV Airplay     | 1   |
| Italia         | FIMI                        | 80  |
| Japón          | Billboard Japan Hot 100     | 71  |
| Noruega        | VG-lista                    | 27  |
| Nueva Zelanda  | Recorded Music NZ           | 2   |
| Países Bajos   | Tipparade                   | 4   |
| Suecia         | Sverigetopplistan           | 7   |
| Suiza          | Schweizer Hitparade         | 89  |
| Reino Unido    | UK Singles Chart            | 44  |

## Certificaciones
| País      | Organismo certificador | Certificación | Ventas certificadas | Simbolización | Ref.   |
| --------- | ---------------------- | ------------- | ------------------- | ------------- | ------ |
| Australia | ARIA                   | Oro           | 35 000              | ●             | [ 26 ] |
| Canadá    | Music Canada           | Oro           | 40 000              | ●             | [ 27 ] |
| Noruega   | IFPI                   | Oro           | 20 000              | ●             | [ 28 ] |
| Suecia    | GLF                    | Oro           | 20 000              | ●             | [ 29 ] |